# Wesselsite
La wesselsite è un minerale appartenente al gruppo della gillespite.